# Månegarm
Månegarm es una banda sueca de viking metal de la ciudad de Norrtälje. El nombre del grupo proviene de Mánagarmr, un lobo en la mitología nórdica.

## Historia
La banda empezó encabezada por Svenne Rosendal, Jonas Almquist y Pierre Wilhelmsson en 1995. Después de incorporarse otro guitarrista, Mårten Matsson, y un batería, Erik Grawsiö, empezaron a ensayar como "Antikrist". En 1996 cambiaron su nombre a Månegarm, el lobo de la leyenda en la mitología nórdica, nombre más cercano al viking metal que tocan. Más tarde, ese mismo año, empezaron a grabar su primer demo, Vargaresa (El viaje del lobo). Después de grabarlo, Rosendal y Matsson fueron reemplazados por Jonny Wranning (voz) y Markus Andé (guitarra).
Con la segunda demo, Ur Nattvindar, el grupo comenzó a sonar más folk metal, incluyendo violines y una voz femenina por primera vez, y firmaron por Displeased Records. Poco después, Wranning deja la banda y es reemplazado por Viktor Hemgren. A finales de ese año, fueron a los estudios Sunlight para grabar su primer álbum, Nordstjärnans Tidsålder (The Age of the Northstar).
En verano de 1999, comenzaron a grabar su próximo álbum, Havets Vargar. A causa de varias dificultades con el estudio de grabación, se tomaron más tiempo para grabarlo. Durante este tiempo, Viktor Hemgren deja el grupo, mientras encontraban a un nuevo vocalista, Grawsiö asumió el puesto en la batería. También durante este tiempo, Janne Liljekvist se añadió como miembro fijo. Con el grupo ahora solidificado, finalizaron de grabar el álbum y lo lanzaron en el año 2000.
Sus demos fueron remasterizadas y lanzadas como álbum en 2003. Al cuarto álbum de estudio Vredens Tid (Era de Ira) lanzado en 2005, le siguieron actuaciones por Europa. Después de un álbum más en Displeased, un álbum de música folk completamente acústica, Urminnes Hävd (Las Sesiones del Bosque), la banda se mudó a la discográfica sueca Black Lodge, quienes lanzaron el sexto álbum de Månegarm, Vargstenen (Piedra del lobo") en 2007.
Un nuevo álbum llamado Nattväsen (Criaturas de la noche) fue lanzado el 22 de octubre de 2009 por la discográfica Regain Records.
En 2012, antes de empezar a grabar su 7º álbum de estudio, se anunció la marcha de su violinista, Janne Liljeqvist.

## Miembros

### Miembros actuales
- Erik Grawsiö – Voz
- Markus Andé – Guitarra
- Jonas Almquist – Guitarra
- Jacob Hallegren - Directo/Sesiones de batería

### Antiguos miembros
- Janne Liljeqvist – Violín, flauta, chelo
- Pierre Wilhelmsson – Bajo
- Georgios "Gogge" Karalis - Voz (1997)
- Viktor Hemgren - Voz (1997-1999)
- Svenne Rosendal – Voz (1995-1996)
- Jonny Wranning - Voz (1996)
- Mårten Matsson – Guitarra (1995-1996)

## Discografía

### Álbumes
- Nordstjärnans tidsålder (1998)
- Havets vargar (2000)
- Dödsfärd (2003)
- Vredens tid (2005)
- Urminnes hävd - the Forest Sessions (2006)
- Vargstenen (2007)
- Nattväsen (2009)
- Legions of the North (2013)
- Månegarm (2015)
- Fornaldarsagor (2019)

### Compilaciones
| Nombre del álbum          | Lanzamiento | Núm. de pistas | Duración |
| ------------------------- | ----------- | -------------- | -------- |
| Vargaresa - The Beginning | 2004        | 9              | 39:53    |

### Singles/EP
- «Urminnes Hävd (The Forest Sessions)» - 2006

### Demos
- «Vargaresa» - 1996
- «Ur Nattvindar» - 1997